# Racconti romani
Racconti romani is een Italiaanse film van Gianni Franciolini die werd uitgebracht in 1955.
Het scenario is gebaseerd op de gelijknamige verhalenbundel (1954) van Alberto Moravia.
Deze commedia all'italiana was een van de meest succesrijke films in het Italiaanse filmseizoen 1955-1956.

## Verhaal
Rome. Wanneer Alvaro Latini na zes maanden cel vrijkomt overvalt hij zijn vrienden Otello, Mario en Spartaco met wilde plannen. 
Otello baat samen met zijn vrouw een viskraam uit, Mario is kelner en Spartaco is hulpje bij een barbier.
Ze hebben Alvaro niet alleen warm verwelkomd, ze hebben ook oren naar het plan van hun grootsprakerige mooiprater van een vriend. Hij stelt hen voor voor eigen rekening te werken met het leveren van goederen. Hiervoor hebben ze een bestelwagen voor nodig. Ze moeten echter eerst driehonderdduizend lire vinden voor de aanbetaling.
Alvaro heeft in de gevangenis heel wat trucs bijgeleerd. De eerste bestaat erin tickets voor een voetbalmatch van de Squadra Azzurra op te kopen en die aan de ingang van het stadion aan een hogere prijs door te verkopen. Ze worden echter op heterdaad betrapt door politiemannen in burger. 
Vervolgens contacteert Alvaro een professor die aangrijpende bedelbrieven kan schrijven waarin de schrijnende toestand van de briefschrijver wordt geschetst. Die brief kan dan voorgelegd worden aan een goedhartige advocaat die hij op het oog heeft en die ongetwijfeld zal worden ontroerd. Jammer genoeg is de professor hen voor en gaat hij met de gift lopen.
Dan komt Alvaro af met valse bankbiljetten van tienduizend lire. Het idee is daarmee kleine uitgaven te betalen en zo een grote hoeveelheid echt wisselgeld terug te krijgen. Ook deze truc haalt niet veel uit want sommigen zien al gauw dat het om valse biljetten gaat. 
Ten slotte geven ze zich uit voor leden van de zedenpolitie. Ze proberen koppeltjes te betrappen die in het openbaar innig kussen. Ook hier loopt het fout wanneer de man van het eerste koppel een advocaat blijkt te zijn. Het tweede koppel is gehuwd en de man van het derde koppel is niet zo lichtgelovig en bijt stevig van zich af totdat de door zijn vriendin gealarmeerde politieagenten tussenkomen. En die arresteren Otello, Mario en Spartaco.
Het nachtje cel wordt niet omgezet in een heuse gevangenisstraf. De vrienden zijn dolblij dat ze er zo goedkoop vanaf komen en beseffen dat het rechte pad de enige weg is die dankzij hard en eerlijk werken leidt naar succes.

## Rolverdeling
| Acteur             | Personage                |
| ------------------ | ------------------------ |
| Totò               | professor Semprini       |
| Vittorio De Sica   | advocaat Mazzoni Baralla |
| Silvana Pampanini  | Maria                    |
| Franco Fabrizi     | Alvaro Latini            |
| Antonio Cifariello | Otello                   |
| Giovanna Ralli     | Marcella                 |
| Maurizio Arena     | Mario                    |
| Giancarlo Costa    | Spartaco                 |
| Sergio Raimondi    | Valerio                  |